# Solone (oblast de Dnipropetrovsk)
Solone (en ukrainien : Солоне) ou Solionoïe (en russe : Солёное) est une commune urbaine de l'oblast de Dnipropetrovsk, en Ukraine, était le centre administratif du raïon de Solone inclus depuis 2020 dans le raïon de Dnipro. Sa population s'élevait à 7 665 habitants en 2013.

## Géographie
Solone est située à 39 km au sud-ouest de Dnipro et à 400 km au sud-est de Kiev.

## Histoire
Le village fut fondé au XVIIe siècle et s'appela Novosselivka jusqu'aux années 1780. Il reçut ensuite son nom actuel, qui vient de la rivière Solonenka qui le traverse. Solone devint un centre administratif de raïon en 1923 et accéda au statut de commune urbaine en 1960.

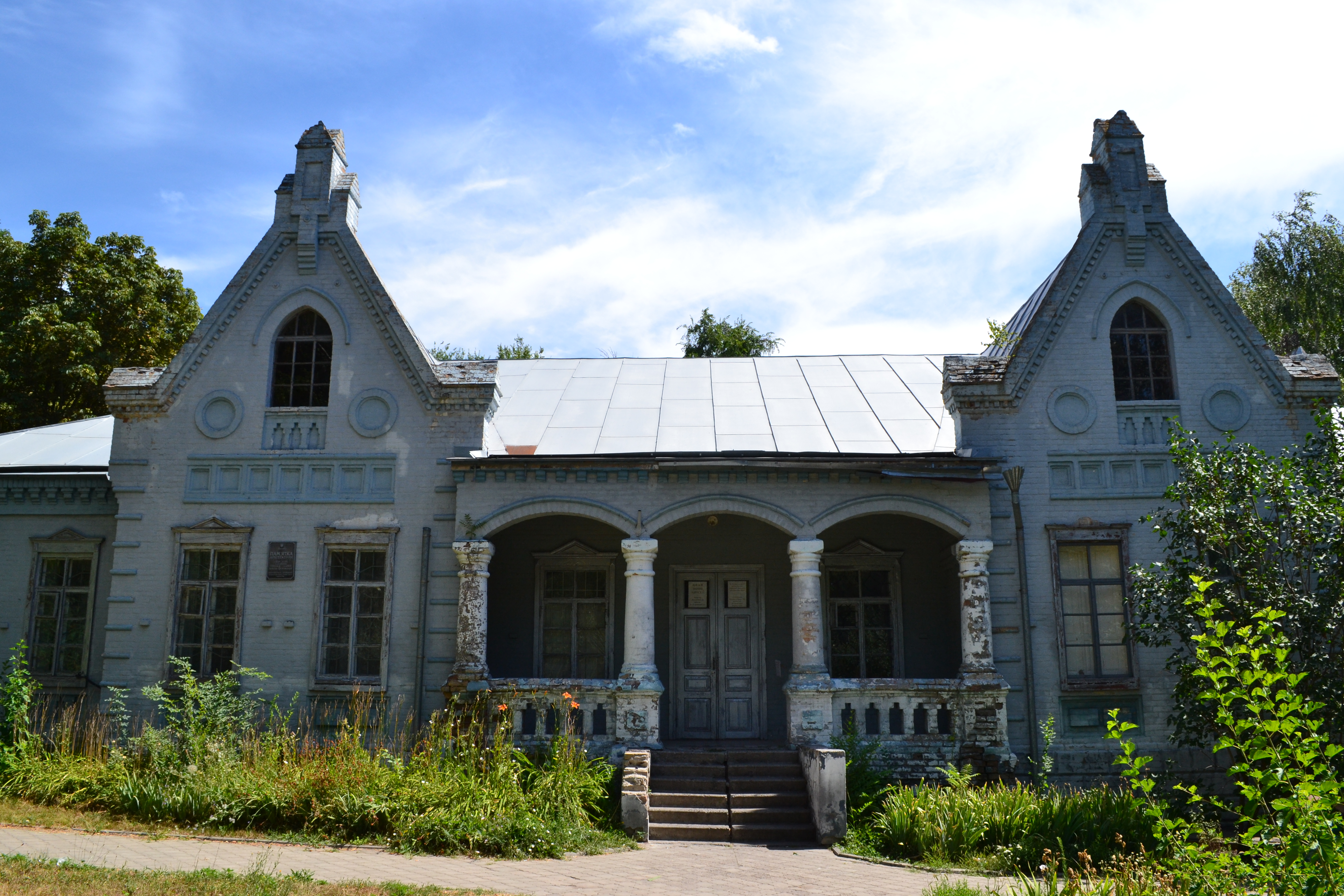
Manoir Bergman, classé[1],
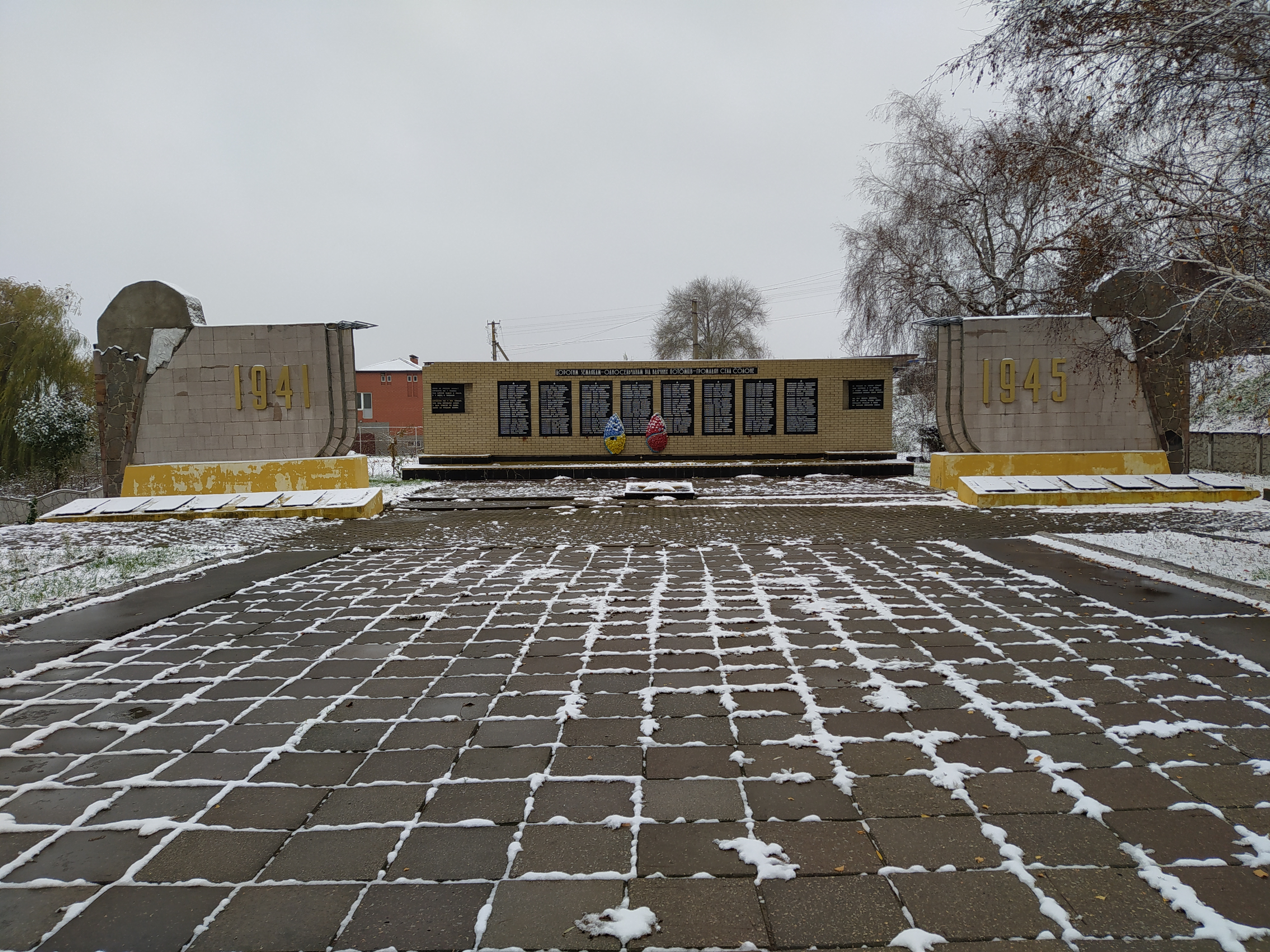
mémorial de la seconde guerre mondiale, classé[2],
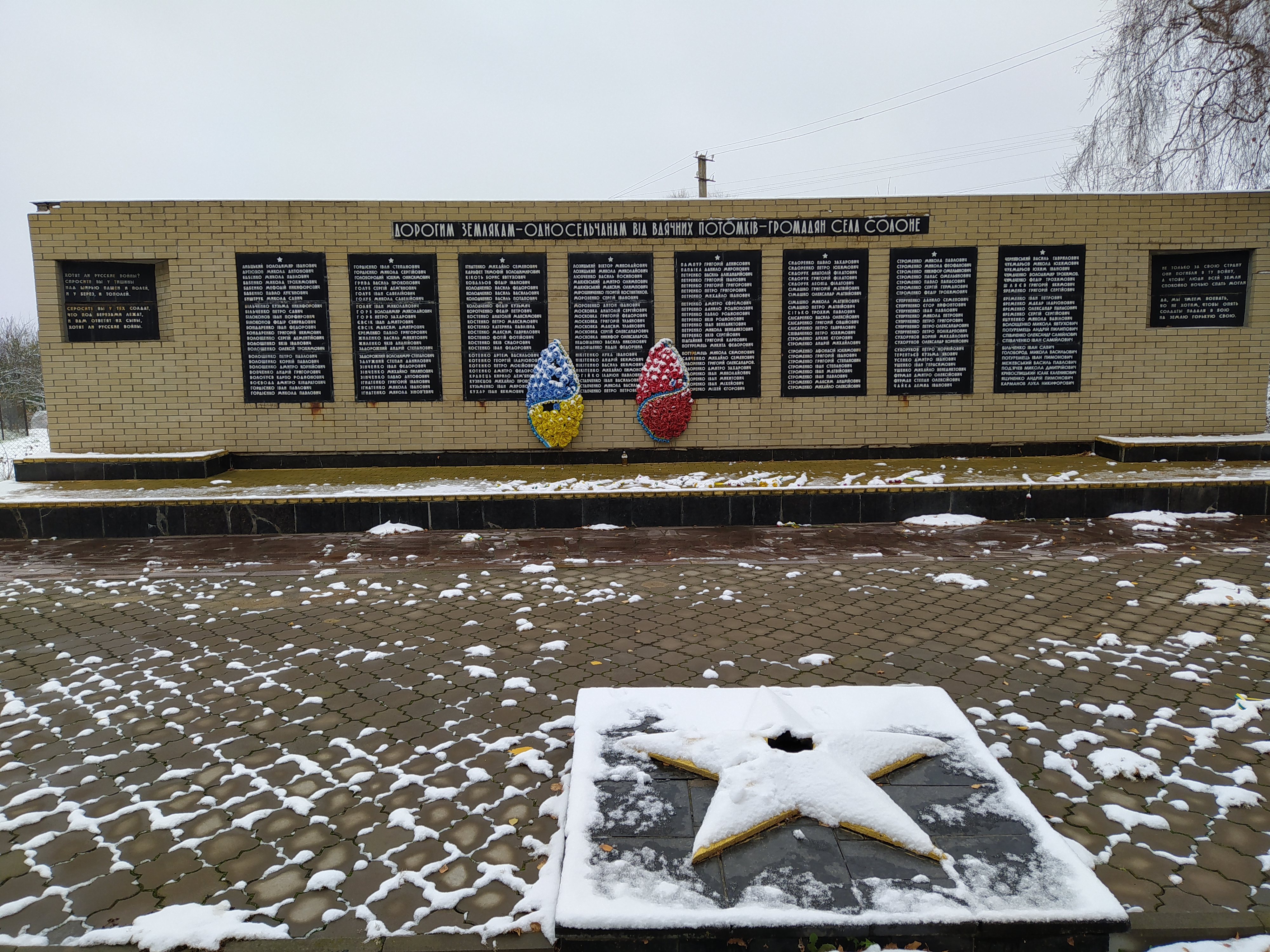
mémorial, classé[3].

## Population
Recensements (*) ou estimations de la population :
| 1959* | 1970* | 1979* | 1989* | 2001* |
| ----- | ----- | ----- | ----- | ----- |
| 2 850 | 4 283 | 5 499 | 7 249 | 7 586 |

| 2009  | 2010  | 2011  | 2012  | 2013  |
| ----- | ----- | ----- | ----- | ----- |
| 7 470 | 7 529 | 7 543 | 7 598 | 7 665 |